# Cora (hypermarkt)
Cora is een Belgische hypermarktketen, opgericht in 1969 en onderdeel van de Louis Delhaize Group. De nv Cora België bezit zeven winkelcentra in België en exploiteert zeven hypermarkten, gelegen in elk van deze winkelcentra. De winkelcentra liggen in Brussel (Anderlecht en Sint-Lambrechts-Woluwe) en Wallonië (Hornu, La Louvière, Châtelineau, Luik (Rocourt) en Messancy). Op 8 april 2025 maakte de directie bekend alle zeven resterende hypermarkten te willen sluiten tegen begin 2026.  Voordien had Cora ook winkels in andere landen, maar die zijn stelselmatig verkocht (de Hongaarse aan Auchan in 2011, de Luxemburgse aan E.Leclerc in 2023, de Franse en de Roemeense aan Carrefour in 2024).